# Raphaèle Herbin
Pour les articles homonymes, voir Herbin.
Raphaèle Herbin est une mathématicienne française, spécialiste de l'analyse numérique des équations aux dérivées partielles, professeur à l'université d'Aix-Marseille et membre de l'Institut de Mathématiques de Marseille.
En 2017, Raphaèle Herbin reçoit la médaille de l'innovation du CNRS.

## Publications
- Thierry Gallouët, Raphaèle Herbin, Mesure Intégration Probabilités, Ellipses, 2013  (ISBN 978-2729877538)
- D Grapsas, Raphaele Herbin, W Kheriji, J.-C Latché, An unconditionally stable staggered pressure correction scheme for the compressible Navier-Stokes equations, 2015 [lire en ligne]
- Thierry Gallouët, Raphaèle Herbin, David Maltese, Antonin Novotny, « Error estimates for a numerical approximation to the compressible barotropic Navier-Stokes equations », IMA Journal of Numerical Analysis, Oxford University Press (OUP), 2016, 36 (2), p. 543-592 [lire en ligne]
- Robert Eymard, Thierry Gallouët, Raphaèle Herbin, « RTk mixed finite elements for some nonlinear problems », Mathematics and Computers in Simulation, vol. 118, december 2015, p. 186–197
- R. Eymard, T. Gallouët & R. Herbin, « Finite Volume Methods », in P. Ciarlet, J.L. Lions, éd., Handbook of Numerical Analysis, vol. VII, North Holland, 2000, p. 713–1020

## Directrice de thèse
| Année | Titre | Doctorant              |
| ----- | --- | ---------------------- |
| 1994  | Modélisation et simulation de piles à combustibles au gaz naturel à oxyde solide | Jean-Michel Fiard      |
| 1997  | Techniques d'homogénéisation pour la modélisation de piles à combustibles | Philippe Batoux        |
| 1998  | Méthode de décomposition en sous-domaines, approximation par volumes finis et implémentation sur machines parallèles                                                                                  | Bubakr Zeraidi         |
| 1999  | Modélisation d'un cœur de pile au gaz naturel | Michel Bernier         |
| 2001  | Convergence de schémas volumes finis pour des problèmes de convection diffusion non linéaires | Anthony Michel         |
| 2004  | Discrétisation par volumes finis et méthodes de décomposition de domaine pour des problèmes de convection diffusion                                                                                   | René Cautrès           |
| 2005  | Méthodes de volumes finis pour les équations de Stokes | Philippe Blanc         |
| 2007  | Méthodes de correction de pression pour les écoulements compressibles : application aux équations de Navier-Stokes barotropes et au modèle de dérive                                                  | Laura Gastaldo         |
| 2009  | Un schéma éléments finis non-conformes - volumes finis pour l'approximation en maillages non-structurés des écoulements à faible nombre de Mach                                                       | Guillaume Ansanay-Alex |
| 2011  | Analyse et développement de méthodes de raffinement hp en espace pour l'équation de transport des neutrons                                                                                            | Damien Fournier        |
| 2011  | Méthodes de correction de pression pour les équations de Navier-Stokes compressibles | Walid Kheriji          |
| 2013  | Schémas numériques explicites à mailles décalées pour le calcul d'écoulements compressibles | Tan Trung Nguyen       |
| 2015  | Contribution à la résolution numérique d'écoulements à tout nombre de Mach et au couplage fluide-poreux en vue de la simulation d'écoulements diphasiques homogénéisés dans les composants nucléaires | Chady Zaza             |
| 2015  | Schémas numériques pour la simulation de l'explosion | Nicolas Therme         |
| 2015  | Convergence du schéma Marker-and-Cell pour les équations de Navier-Stokes incompressible | Khadidja Mallem        |
| 2017  | Staggered fractional step numerical schemes for models for reactive flows | Dyonisis Grapsas       |